# كوبا ساباتيني 2018
كوبا ساباتيني 2018   هو سباق دراجات هوائية، وهو الموسم رقم 66 من السباق، وأقيم في 20 سبتمبر 2018، وهو من نوع سباق يوم واحد.
فاز فيه بالمركز الأول خوان خوسيه لوباتو، وبالمركز الثاني سوني كولبريلي، وبالمركز الثالث جياني موسكون.

## الفائزون
| الترتيب | الفائز            |
| ------- | ----------------- |
| الفائز  | خوان خوسيه لوباتو |
| الثاني  | سوني كولبريلي     |
| الثالث  | جياني موسكون      |